# 克卜勒1229b
克卜勒1229b（Kepler-1229b，或稱為KOI-2418.01）是一顆被認為位於母恆星適居帶的岩石質系外行星。該行星在紅矮星克卜勒1229周圍的適居帶內，距離地球約770光年（236秒差距，或者接近7.285×1015 公里），在天球上位於天鵝座。克卜勒1229b於2016年由克卜勒太空望遠鏡發現。天文學家以觀測行星在母恆星盤面前方時恆星亮度下降程度的凌日法發現克卜勒1229b。

## 行星特性

### 質量、半徑與表面溫度
克卜勒1229b可能是主要由岩石組成，並且半徑與質量都大於地球，但小於主要由氣體組成的巨行星天王星和海王星的超級地球。克卜勒1229b的表面平衡溫度213 K（−60 °C）。克卜勒1229b的質量至今不明，但基於其半徑，可推測其質量大約為2.7 M🜨，實際值則視其組成而定。

### 母恆星
本系統的母恆星克卜勒1229是一顆M型恆星，並且系統中目前只有1顆行星。克卜勒1229的質量為0.54 M☉，半徑則是0.51 R☉。該恆星的表面溫度為3724 K，年齡約37.2億年。相較之下，太陽的年齡約為46億年，表面溫度5778 K。
克卜勒1229從地球觀測的視星等為15.474，無法以肉眼觀察。

### 軌道
克卜勒1229b環繞的母恆星光度只有太陽的4%，軌道週期86.829日，半徑0.2896 AU（接近水星與太陽之間距離，0.387天文單位）。

## 適居性
克卜勒1229b和其他8顆行星被天文學家宣稱是位於母恆星周圍，配合大氣層組成等條件可使液態水存在於行星表面的適居帶 。克卜勒1229b的半徑為1.4 R🜨，被認為是岩石質物質組成。母恆星克卜勒1229是半徑與質量都大約為太陽一半左右的紅矮星，其壽命被認為可達到500至600億年，即太陽壽命的5到6倍。
克卜勒1229b可能已被母恆星完全潮汐鎖定，即其中一個半球永久面對母恆星，而另外一面則是永夜。然而，在這兩個極端的區域之間有一個可能適合生命存在的條狀區域，即晨昏圈。該區域溫度（約273 K（0 °C））也許可讓液態水存在。另外，如果該恆星的大氣層足夠濃密，可使熱能被傳輸到永夜的半球部分，將會有遠大於晨昏圈的區域適宜生命存在。

## 發現過程與後續研究
2013時，NASA的克卜勒太空望遠鏡的2個反應輪損壞以前，其正在完成對恆星的光度計觀測。該儀器是用來偵測恆星的凌星現象。當系外型星從母恆星盤面前方通過時，恆星的光度將會短暫且接近規則週期性下降。在克卜勒太空望遠鏡2個反應輪損壞前的最後一次觀測中觀測了克卜勒輸入星表收錄的5萬顆恆星，其中包含克卜勒1229。初步的光變曲線觀測資料被送往克卜勒科學小組進行分析，並選出明顯發生行星凌星事件的目標進行後續觀測。對克卜勒1229的徑向速度觀測確認該恆星周圍有行星使其光度在光變曲線中下降的現象，確認克卜勒1229b的存在。克卜勒1229b在首次觀測後3年的2016年5月12日在NASA釋出最新太陽系外型星目錄時宣布發現。
因為距離地球將近770光年（236秒差距），克卜勒1229b與其母恆星對於目前或下一世代計畫中的望遠鏡都太過遙遠，而無法確認其質量或大氣層是否存在。克卜勒太空望遠鏡專注於天球的單一小區域觀測，而下一代進行系外型星搜尋的太空望遠鏡，例如凌日系外行星巡天衛星和系外行星特性探測衛星，將著重在觀測整個天區的較接近地球恆星。之後，即將發射的詹姆斯·韦伯太空望远镜和其他未來的巨型地面望遠鏡將可分析系外行星的大氣層、確認行星質量與推斷行星組成成分。另外，未來的平方千米阵無線電波望遠鏡對無線電波的觀測結果與阿雷西博天文台和綠堤望遠鏡比較之下將有明顯進步。